# Newbury (New Hampshire)
Newbury – miasto w Stanach Zjednoczonych, w stanie New Hampshire, w hrabstwie Merrimack.